# Franz von Hartig
Franz de Paula von Hartig (Dresda, 5 giugno 1789 – Vienna, 11 gennaio 1865) è stato un politico e giornalista austriaco.
Come giornalista usò lo pseudonimo Gotthelf Zurecht.

## Biografia
Franz von Hartig nacque a Dresda, dove suo padre Franz Anton von Hartig (1758-1797), aristocratico di rango comitale, svolgeva l'attività di diplomatico, dedicandosi anche alla storia ed alla poesia, il che contribuì notevolmente ad avvicinare Franz alla letteratura ed agli affari di governo.
Hartig, appena trentaseienne, ricevette infatti il governo della Marca di Stiria nel 1825, rimanendovi sino al 1830 quando venne nominato Governatore della Lombardia, nell'ambito del Regno Lombardo-Veneto, che resse con saggezza, raccogliendo molta popolarità in particolare presso i milanesi.
Nominato ministro del governo austriaco, ottenne di occuparsi delle finanze dello stato e quindi la presidenza del Consiglio di Stato a partire dal 1840, proponendo lo sviluppo delle ferrovie ed altre riforme di tipo economico.
Dal 1848 si ritirò a vita privata, dedicandosi alla famiglia.
Il 6 gennaio 1810, infatti, Hartig aveva sposato a Vienna la contessa Juliana von Grundemann-Falkenberg (26 marzo 1788 a Vienna - 27 ottobre 1866 ivi), figlia del conte Emanuel von Grundemann-Falkenberg e della contessa Marie Anne von Althann. La coppia ebbe una figlia femmina, Eleonore (1810-1838), e due figli maschi, Edmund (1812-1883) e Friedrich (1818-1877).

## Opere
- Il manifesto comunista imperiale austriaco del 26 settembre 1848 (Praga 1848);
- Genesi della rivoluzione in Austria (3rd Aufl., Leipzig 1851)